# مقاطعة دونلي (تكساس)
مقاطعة دونلي (بالإنجليزية: Donley  County)‏ هي إحدى المقاطعات في ولاية تكساس، الولايات المتحدة الأمريكية، يبلغ عدد سكانها 3,677 نسمة طبقا لإحصاء عام 2010 .

موقع المقاطعة في ولاية تكساس